# El Talismán (telenovela)
El Talismán es una telenovela  estadounidense producida por Venevisión Productions y coproducida por Venevisión y Univision en el año 2012. Escrita por Verónica Suárez y producida por Carlos Sotomayor.
Fue protagonizada por Blanca Soto y Rafael Novoa, con las participaciones antagónicas de Aarón Díaz, Lola Ponce, Sergio Reynoso y Marcela Mar y las actuaciones estelares de Julieta Rosen, Víctor Cámara, Karyme Lozano y Pablo Azar.

## Sinopsis
Tras perder un rancho en Texas, Camila Nájera (Blanca Soto) y su familia se mudan a Fresno, California. El destino los llevará a ser vecinos del despiadado Gregorio Negrete (Sergio Reynoso), dueño del rancho "El Alcatraz".
Gregorio ha vivido en guerra con Los Aceves, antiguos dueños de "El Talismán", y su único sueño es poseer ese rancho. Camila se verá envuelta en este juego de ambición y poder, que la lleva a conocer a dos hombres que le cambiarán la vida. 

## Elenco
- Blanca Soto - Camila Nájera Rivera
- Rafael Novoa - Pedro Ibarra
- Aarón Díaz - Antonio Negrete
- Lola Ponce - Lucrecia Negrete
- Julieta Rosen - Elvira Rivera Vda. de Nájera
- Sergio Reynoso - Gregorio Negrete
- Marcela Mar - Doris de Negrete / Catherine
- Víctor Cámara - Manuel Bermúdez
- Eva Tamargo - María Rivera
- Karyme Lozano - Mariana Aceves de Ibarra
- Alma Delfina - Matilde Aceves
- Roberto Huicochea - Valentín Ramos
- Pablo Azar - José Armando Nájera Rivera
- Joaquín Gil - Margarito Flores
- Isabel Burr - Fabiola Negrete
- Sandra Itzel - Florencia Negrete
- Rodrigo Vidal - Francisco "Panchito" Gómez
- Tatiana Rodríguez - Genoveva
- Braulio Castillo - Renato Leduc
- Gloria Mayo - Patricia "Paty" Aceves
- Paola Pedroza - Tracy Guadalupe Pérez
- Adrián Carvajal - Ángel Espinoza Rivera
- Michelle Vargas - Sarita
- Glauber Barceló - Claudio Flores
- Christian Vega - Santiago
- Thamara Aguilar - Cecilia
- Freddy Víquez - Lucas
- Gustavo Pedraza - Tomás Guerrido
- Lyduan González - Gabriel Barraza
- Yuly Ferreira - Rita
- Roberto Vander - Esteban Nájera
- German Barrios - Bernardo Aceves
- Gerardo Riverón - Guillermo
- Nadia Escobar - Alberta Sierra
- Carmen Daysi Rodríguez - Bridgette
- Gretel Trujillo - Liliana
- Alvaro Ardila - Oficial
- Carlos Arrechea - Juancho
- Victoria Del Rosal - Lucy
- Orlando Casín - Óscar Flores
- Gabriela Guevara - Suzy
- Giovanna Del Portillo - Jenny
- Juan Cepero - Jim Smith
- Diana López - Lupe